# Фрідріх Вейнреб
Фрідріх Вайнреб (18 листопада 1910 — 19 жовтня 1988) — нідерландський економіст та письменник-прозаїк.

## Біографія
Фрідріх Вайнреб народився 1910 року у місті Львів, столиці Галичини (тоді Австро-Угорської імперії, а нині України), у родині хасидського походження.
Коли йому було шість років, на початку Першої світової війни, його родина емігрувала до Гааги в Нідерландах, де він жив до кінця 1970-х років.
Він був членом родини хасидського походження. Хоча його батьки дистанціювалися від релігії, Вайнреб у віці 13 років вирішив продовжувати жити як релігійна людина. Він самостійно вивчав філософію, Талмуд і Каббалу, а також одночасно вивчав економіку в коледжі в Роттердамі. Вайнреб отримав ступінь, еквівалентний магістру, і з 1932 року працював у Нідерландському економічному інституті, де працював лектором і дослідником. У рамках інституту він багато працював над економіко-статистичними даними Німеччини.
Невдовзі після звільнення з Голландського економічного інституту Фрідріх Вайнреб, використовуючи свою посаду в єврейській раді в Гаазі, почав поширювати чутки про нібито дозвіл на організацію легальної еміграції для себе та близько тридцяти родин. Він стверджував, що отримав цю можливість від німецького генерала фон Шумана, якого начебто врятував з автомобільної аварії. За участь у «списку емігрантів» Вайнреб збирав по 100 флоринів з особи, а від заможних осіб — значно більші суми за пріоритет у черзі.
До літа 1942 року уявний список нараховував 3–4 тисячі осіб. Вайнреб також організовував фіктивні медичні огляди, під приводом яких, за свідченнями, сам проводив «гінекологічні» обстеження молодих жінок.
У вересні 1942 року його заарештувало гестапо, яке виявило, що "генерала" не існує. Проте Вайнреб зумів переконати німців, що став жертвою шахрайства, і його звільнили. Ще протягом чотирьох місяців він продовжував обман, поки не був остаточно викритий через провал інсценізації з фальшивим "помічником генерала".
Коли його схема провалилася в 1944 році, він покинув свій дім у Схевенінгені та переховувався в Еде. Після війни його ув'язнили на 3,5 роки за шахрайство, а також за співпрацю з німецькими окупантами. У своїх мемуарах, опублікованих у 1969 році, він стверджував, що його плани полягали в тому, щоб дати євреям надію на виживання, і що він припускав, що звільнення Нідерландів відбудеться до того, як його клієнтів депортують. Дебати щодо його вини чи невинуватості, які отримали назву «справа Вайнреба», були дуже запеклими в Нідерландах у 1970-х роках, у них брали участь відомі письменники, такі як Ренате Рубінштейн та Віллем Фредерік Германс. Намагаючись покласти край цим дебатам, уряд звернувся до Нідерландського інституту військової документації (Rijksinstituut voor Oorlogsdocumentatie) з проханням розслідувати це питання. У 1976 році інститут опублікував звіт (частина якого вже просочилася до преси в 1973 році), в якому зазначалося, що його мемуари були «збіркою брехні та фантазій», і що його співпраця спричинила 70 смертей. Хоча його діяльність сприяла виживанню деяких євреїв, більшість євреїв, які попалися на шахрайство Вайнреба, були депортовані та вбиті.
У 1957 та 1968 роках Вайнреба було засуджено за видачу себе за лікаря та за сексуальні злочини. Щоб уникнути ув'язнення, Вайнреб покинув Нідерланди в 1968 році, після чого емігрував до Швейцарії.
Навіть після його смерті в 1988 році дискусії про Вайнреба в Нідерландах не припинилися. У нідерландській біографії Регіни Грютер, опублікованій у 1997 році під назвою «Een fantast schrijft eschiedenis», Вайнреб зображений як хворий на Pseudologia fantastica.